# Юлий Георгиев
Юлий Спасов Георгиев е български офицер от Държавна сигурност (полковник).

## Биография
Роден е на 14 декември 1951 г. в Шумен. От 1 октомври 1979 г. е разузнавач към Второ главно управление на Държавна сигурност. На 20 юли 1981 г. е повишен в старши разузнавач. От 1984 е инспектор, а от 1989 г. старши инспектор. В периода 21 юни 1995 – 19 февруари 1997 г. е директор на Национална служба „Сигурност“. През 2000 г. издава книга „Българските спецслужби с поглед към обединена Европа“ и „Управление на риска в сигурността“ (2012). Преподава в Университета по библиотекознание и информационни технологии и в УНСС. Един от основателите на Съюза на патриотичните сили „Защита“. Членува в Национална асоциация сигурност.